# Asplenium steerei
Asplenium steerei là một loài dương xỉ trong họ Aspleniaceae. Loài này được Harr. mô tả khoa học đầu tiên năm 1877.
Danh pháp khoa học của loài này chưa được làm sáng tỏ. 